# Verzet in Emmen in de Tweede Wereldoorlog
Het verzet in Emmen hield zich tijdens de Tweede Wereldoorlog bezig met onder meer de hulp aan ontsnapte krijgsgevangenen, geallieerde piloten en onderduikers. Georganiseerd verzet kwam in Emmen, evenals in de rest van het land, na de grote stakingen in de zomer van 1943 tot stand. Ook daarvoor waren er al kleine verzetsgroepjes actief, maar net als in de rest van Nederland maakten in Emmen hier maar weinig mensen deel van uit.

## Organisatie
Nationaal gezien ontstond uit de Commissie Van Zanten, later de Organisatie van Frits, de Landelijke Organisatie voor hulp aan onderduikers, kortweg de LO genoemd. Ouder dan de LO was de OD, de Ordedienst. In Drenthe sloten de meeste verzetslieden zich aan bij de LO.
Het begin van georganiseerde verzetsactiviteiten in Emmen lag bij de gereformeerde onderwijzer Gerrit Stoker die in 1942 in contact kwam met een zekere Joost. Deze Joost vroeg hem of hij mee wilde helpen bij het verspreiden van het illegale blad Vrij Nederland en het laten onderduiken van Joden uit het westen van het land. Stoker stemde hiermee in. Stoker nam na een gesprek met Henk Morsing ook de verspreiding van het ondergrondse blad Trouw op zich en er werden contacten gelegd met ds. Slomp.
Uit het contact van Stoker met Berend Stuit groeide later een verzetsgroep rond ‘ome Gerrit’. Ds. Douma, een lid van de verzetsgroep ‘ome Gerrit’ zette onder de schuilnaam ‘de organisatie Van Dam’ een hulpactie op. Jo Scheven, ander lid, hielp ook in de organisatie mee. De toetreding van ds. Douma en Jo Scheven tot de groep van Stoker betekende eigenlijk de bundeling van twee verzetsgroepen. In de zomer van 1943 sloot de Emmer verzetsgroep zich aan bij de landelijke organisatie. Stuit werd de leider van het district Emmen.

## Illegaal nieuws
Een van de eerste maatregelen van de Duitsers was de invoering van censuur op radio en pers. Wie wilde weten hoe de oorlog echt verliep, moest naar de Engelse radio luisteren of de illegale pers lezen. Vrij Nederland, De Waarheid, De Vonk, Het Parool, Trouw en Je Maintiendrai waren de bekendste ondergrondse bladen.
Je Maintiendrai werd via de post naar Emmen gestuurd, maar in 1944 werd deze hele organisatie in Drenthe opgerold. Er waren ook regionale en lokale illegale bladen. In Emmen werd het blad Luctor Et Emergo verspreid. Dit blad werd vanuit Nieuwleusen verspreid, maar door te grote risico’s werd het blad lokaler uitgegeven.
Het blad verscheen waarschijnlijk voor het eerst in de zomer van 1943. Met het uitgeven en verspreiden van illegale bladen was veel geld gemoeid. Luctor Et Emergo hield op 8 mei 1945 op te bestaan. Het blad zou opgaan in een nieuw dagblad, het Christelijk Volksblad voor Drenthe.

## Hulp aan ontsnapte krijgsgevangenen en geallieerde piloten
Een van de eerste vormen van actief verzet in de gemeente Emmen was de hulp aan ontsnapte krijgsgevangenen. In het aangrenzende Eemsland waren een aantal krijgsgevangenenkampen waaruit vaak militairen ontsnapten. Veel van hen zochten hulp in Nederland.
Bij krijgsgevangenen werd bekend, dat zij in Nieuw-Amsterdam hulp konden krijgen met het vluchten naar geallieerd gebied. Soms kwamen er zelfs vier op een dag in het dorp aan. Daar werden zij dan door de lokale bevolking van burgerkleding voorzien en kregen zij onderdak, waarna zij verder moesten wachten op transport. Meer dan vierhonderd krijgsgevangenen zijn op deze manier geholpen.
Bij de reis naar het zuiden was het risico om ontdekt te worden het grootst. Deze reis werd dan meestal ook wel goed voorbereid. De vluchtelingen kregen valse papieren en mochten, doordat ze niet goed of helemaal geen Nederlands spraken, onder geen beding iets zeggen.

## Hulp aan onderduikers
Er is weinig bekend over onderduikers in Emmen. Wel is bekend dat het lokale LO-district pas in 1943 begon met het helpen van onderduikers. De meeste Joden waren in deze tijd al gedeporteerd of waren op eigen houtje met hulp van particulieren ondergedoken, van het laatste is zo goed als niets bekend. Ook in het toenmalige Noorder Dierenpark zaten, soms boven de stallen van de dieren, onderduikers verstopt.
Tot de onderduikers behoorden:
- Joden
- Arbeidsinzet-slachtoffers
- Studenten
- Nederlandse militairen
- Illegale werkers
- Politiemannen (Beens en Mik, beiden omgekomen)
- Overheidspersoneel
- Spoorwegpersoneel
- Buitenlandse militairen
- Piloten en parachutisten
- SS-Soldaten en NSB'ers[bron?]